# Río de Oro (Colômbia)
Río de Oro é um município da Colômbia, localizado no departamento de Cesar.